# I drömmarnas trädgård
I drömmarnas trädgård (originaltitel In the Night Garden) är ett brittiskt TV-program (2007-2009) riktat till barn mellan ett och fyra år  Serien producerades för BBC av Ragdoll Productions. Bakom figurena står Andrew Davenport och Anne Wood, som tidigare bland annat skapat Teletubbies.
Huvudpersonerna är Upsy Daisy, Igglepiggle, Makka Pakka, Tomblibooerna Unn, Ooo och Eee, och Pontipinerna. Bland de övriga invånarna i drömmarnas trädgård märks tåget Ninky Nonk, luftskeppet Pinky Ponk, Pontipinernas grannar Wottingarna, Haahooerna samt Tittiferna. 
Björn Gedda är berättare i den svenska versionen som visas i SVT Barnkanalen. Sammanlagt har 100 halvtimmeslånga avsnitt spelats in.
Serien hade svensk premiär den 17 september 2008.

## Svenskspråkiga DVD-utgåvor
I drömmarnas trädgård 1 - Vem är här?
I drömmarnas trädgård 2 - Vem stiger på Pinky Ponken?
I drömmarnas trädgård 3 - Alla ombord på Ninky Nonken
I drömmarnas trädgård 4 - Sakta med, allihop!
I drömmarnas trädgård 5 - Letar efter varandra
I drömmarnas trädgård 6 - Det var väl lustiga?
I drömmarnas trädgård 7 - Titta här!
I drömmarnas trädgård 8 - Jätteroligt!
I drömmarnas trädgård 9 - Alla tillsammans
I drömmarnas trädgård 10 - Högt och lågt
I drömmarnas trädgård 11 - Titta vad bollen gjorde
I drömmarnas trädgård 12 - En massa spring
I drömmarnas trädgård 13 - En blåsig dag i trädgården
I drömmarnas trädgård 14 - Makka Pakkas underbara vänner
I drömmarnas trädgård 15 - Tombilibooernas byxor
I drömmarnas trädgård 16 - Vakna Igglepiggle!
I drömmarnas trädgård 17 - Upsy Daisys ljudliga sång
I drömmarnas trädgård 18 - Pinky Ponk-äventyr
I drömmarnas trädgård 19 - Alla hoppar
I drömmarnas trädgård 20 - Tomblibooernas torn